# Andreea Bălan
Andreea Balan és una cantant romanesa (23 de juny de 1984).

## Biografia
El 1998, Andreea Balan, va obtenir el trofeu "Mica Printesa" en el festival internacional "Micul Print". També aquest any va participar en la Gala d'Eurovisió, però no representant Romania. El representant romanès aquell any fou Malina Olinescu. A la primavera del 1999 va llençar al mercat el seu primer àlbum "La intalnire". L'agost d'aquell any rep el trofeu de Mamaia amb la cançó "Libera la mare". Després va llençar el ser segon àlbum "Noapte de vis" i al novembre va treure el videoclip d'aquest àlbum. A la primavera del 2000 va treure el seu tercer àlbum "Prima iubire" i a l'abril va treure el videoclip "Lasa-ma papa la mare" de l'àlbum. A la tardor torna a llençar el seu quart disc: "Am sa-mi fac de cap" i al novembre treu el seu videoclip.
El 2001 obté el trofeu "Otto Bravo". al febrer treu al mercat el videoclip "Flori de tei" de l'àlbum "Am sa-mi fac de cap". I a la primavera posa al mercat en cinquè disc: "Best of Andre". I a l'abril treu el videoclip "Suna-ma" de l'àlbum "Am sa-mi fac de cap". A la tardor treu el sisè àlbum titulat "O noapte si o zi" i a l'octubre treu el videoclip d'aquest CD.
Ella va començar guanyar fama sent dansarina del grup musical Andrè, que va produir 6 àlbums. L'any 2002 la banda va aconseguir vendre 1.5 milions de còpies d'un dels seus àlbums, sent la banda romanesa més aviat succeïda fins llavorssent premiada amb 4 discs de platina. I treu el videoclip "Te joci cu mine". I al juny llança a la venda l'àlbum "Te joci cu mine". Al novembre treu l'àlbum "Libera din nou" amb el seu videoclip.
El 2003 treu una edició limitada del single"Plang de dor". I al juny treu el videoclip "Nopti de vara" de l'album "Libera din nou". I després queda núm.1 al festival de Mamaiaamb la cançó "Nopti de vara"
Al gener del 2004 treu el videoclip "Aparente" de l'àlbum "Asa sunt eu", i després al juny treu l'album "Asa sunt eu". Al juny treu el videoclip "Oops eroare!" de l'àlbum "Asa sunt eu"
Al febrer del 2005 treu el videoclip "Evadez" de l'àlbum "Asa sunt eu". I li donaren el primer premi dels premis MTV. El juliol tragué el videoclip "Invidia" de l'àlbum "Asa sunt eu". Al novembre va treure al mercat el videoclip "O straina" de l'àlbum "Asa sunt eu".
L'octubre del 2006 llençà al mercat el videoclip "Nu stiu sa fiu numai pentru tine" de l'àlbum "AndreeaB" i així al novembre tragué l'àlbum "AndreeaB".

## Discografia
- Ametiti de fum (1994)
- La intalnire (1999)
- Noapte de vis (1999)
- Prima iubire (2000)
- Am sa-mi fac de cap (2000)
- Best of Andre (2001)
- O noapte si o zi (2001)
- Te joci cu mine (2002)
- Libera din nou (2002)
- Plang de dor (2003)
- Asa sunt eu (2004)
- AndreeaB (2006)
- SuperWoman (2009)